# Capelli (singolo)
Capelli è un singolo del cantautore italiano Niccolò Fabi, pubblicato nel febbraio 1997 come secondo estratto dal primo album in studio Il giardiniere.

## Descrizione
Il brano è scritto dall'artista stesso insieme a Cecilia Dazzi e Riccardo Sinigallia ed è un ironico e leggero manifesto della filosofia del cantautore, che utilizza il termine (in riferimento alla propria capigliatura rasta), come simbolo di disobbedienza "pacifica" ai canoni e agli standard.
È stato presentato da Fabi al Festival di Sanremo 1997 nella sezione "Giovani". Pur non trionfando nella manifestazione, Capelli ha ottenuto il Premio della Critica e ha contribuito a promuovere il cantante all'edizione successiva del festival nella categoria "Campioni".

## Tracce
CD promozionale
1. Capelli (Vitamin Version) – 4:15

12"
- Lato A

1. Capelli (Vitamin Version) – 4:15
2. Capelli (Vitamin Instrumental) – 4:15

- Lato B

1. Capelli (Album Version) – 4:36
2. Parlami sempre (Remix) – 3:45
3. Parlami sempre (Instrumental) – 3:45